# Giovanni Adolfo II di Schwarzenberg
Giovanni Adolfo II di Schwarzenberg, VII principe di Schwarzenberg (Vienna, 28 maggio 1799 – Vienna, 15 settembre 1888), è stato un nobile e imprenditore boemo.

## Biografia

### I primi anni

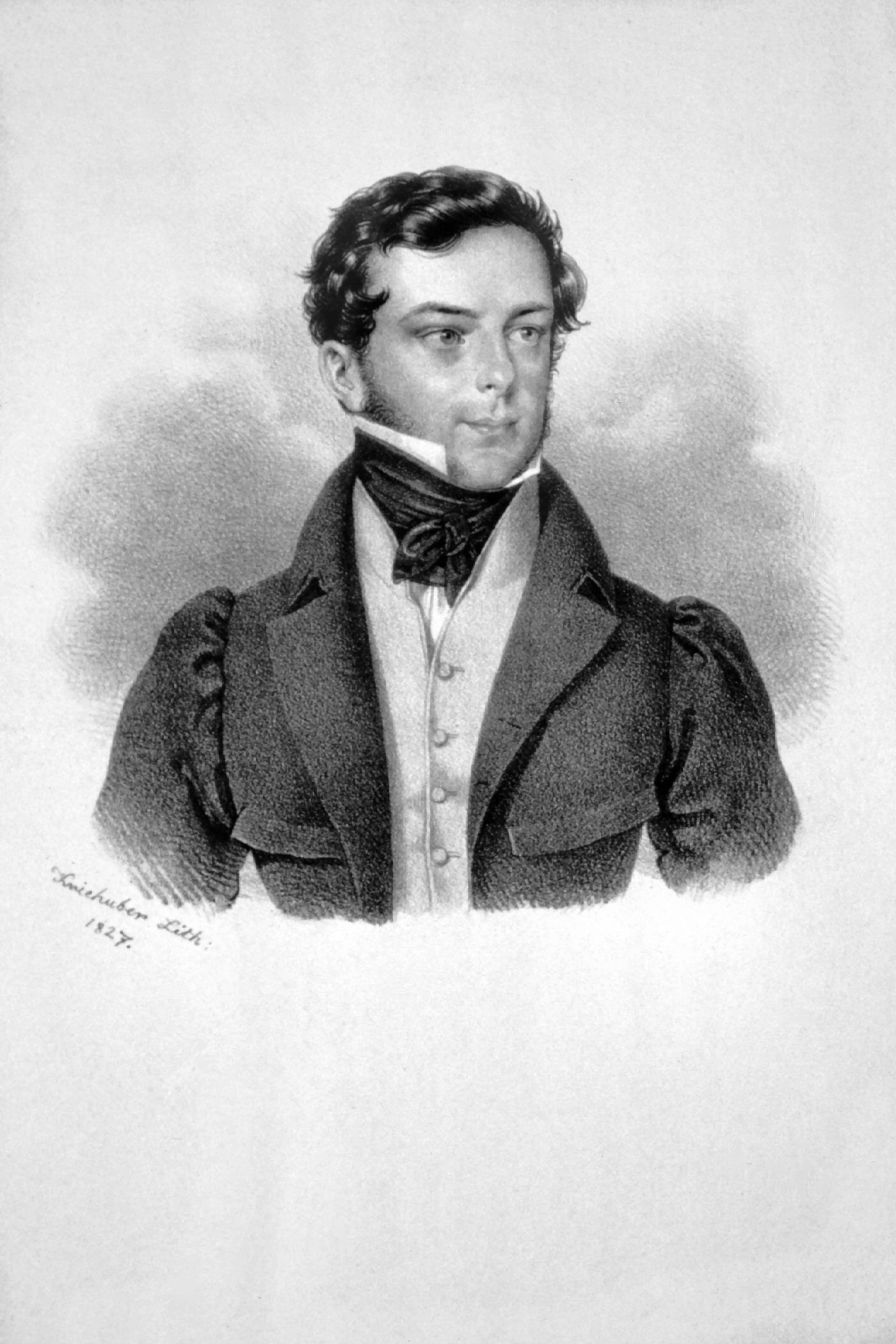
Ritratto del giovane Giovanni Adolfo II di Schwarzenberg in una litografia della prima metà dell'Ottocento

Giovanni Adolfo II nacque a Vienna, nel 1799, figlio del principe Giuseppe II di Schwarzenberg e di sua moglie, la principessa Paolina Carlotta di Arenberg.
La sua condizione di primogenito gli impose di prepararsi per succedere un giorno a suo padre, mentre suo fratello Felice si dedicò alla carriera diplomatica e l'altro suo fratello, a quella religiosa. Sin dai primi anni Giovanni Adolfo prese interesse nella gestione del vasto patrimonio fondiario di proprietà della famiglia dei principi di Schwarzenberg, animato da un profondo spirito sociale nei confronti degli abitanti della Boemia meridionale, una regione che ancora nella prima metà dell'Ottocento necessitava di un profondo sviluppo, soprattutto in campo agricolo.
Per migliorare queste sue terre, volle intraprendere un ciclo di studi prettamente economico, conoscenze acquisite principalmente grazie ad un viaggio di studio in Inghilterra, paese che visitò per la prima volta nel 1825. In qualità di inviato speciale dell'imperatore Ferdinando I d'Austria, inoltre, presenziò in quello stesso anno all'incoronazione di re Carlo X di Francia e poi a quella della regina Vittoria del Regno Unito nel 1838.

### Il grande interesse per l'agricoltura
Nel 1833, alla morte di suo padre, gli succedette come settimo principe di Schwarzenberg prendendo appieno la gestione di tutti i possedimenti di famiglia e da subito si trovò a fronteggiare situazioni non facili: nel 1848 quando in tutto l'Impero austriaco venne abolita la servitù della gleba, gli Schwarzenberg persero moltissimi lavoranti, ma il principe Giovanni Adolfo II capì che per sopravvivere era anche necessario concentrarsi sulla produzione di nuove colture e soprattutto sull'allevamento del bestiame, ma con i metodi della moderna agricoltura.
Giovanni Adolfo ebbe in questo senso una notevole fortuna perché seppe ampliare la gamma di colture, introducendo in Boemia razze nobili di bestiame e di ovini, introducendo per la prima volta anche l'uso di fertilizzanti. Introdusse l'allevamento di cavalli e la coltivazione dei fagioli. La silvicoltura divenne un orgoglio delle tenute dei principi di Schwarzenberg.

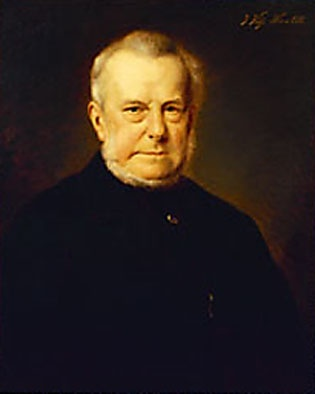
Giovanni Adolfo II in un ritratto degli anni della maturità

Oltre a ciò, Giovanni Adolfo si concentrò anche nella piscicoltura, nella creazione di impianti per la lavorazione della canna da zucchero, nelle compagnie minerarie e nelle piccole aziende artigianali per la produzione di prodotti lattiero-caseari, di birra, di materiale da costruzione e di molti altri settori. Fondò a questo scopo diverse scuole professionali dove i migliori studenti, grazie a borse di studio da lui appositamente predisposte, avevano l'opportunità di recarsi all'estero per approfondire i loro studi. Per migliorare la formazione dei propri addetti, aprì inoltre le biblioteche dei suoi palazzi di Třeboň e Postoloprty. Fu tra l'altro tra i primi ad anticipare i tempi creando un fondo pensionistico.
Nel 1873 presentò all'Esposizione Universale di Vienna il suo miracolo economico ed i risultati economici nelle terre dei principi di Schwarzenberg. Questi risultati divennero un simbolo di prosperità e ispirazione non solo in Boemia, ma in tutta Europa.
Il principe Giovanni Adolfo II fu per tutta la sua vita non solo un conoscitore ma anche un ammiratore della cultura inglese. Negli anni 1840 - 1871 fece ricostruire completamente il castello di Hluboka nelle sue forme attuali di stile romantico inglese neo-gotico.
Si interessò particolarmente alla storia della sua famiglia, facendo restaurare antichi dipinti e riscoprendo le origini della sua casata grazie a documenti d'archivio. Per questo scopo fece inoltre costruire una tomba monumentale della famiglia Schwarzenberg a Třeboň. Nel castello di Ohrada fece inoltre realizzare un piccolo museo, in cui espose la propria collezione di antichità preistoriche ritrovate sulle sue terre.
Il principe Giovanni Adolfo II morì nel castello di Hluboká nad Vltavou il 15 settembre 1888.

## Matrimonio e figli
Giovanni Adolfo sposò il 23 maggio 1830 a Vienna, la principessa Maria Eleonora del Liechtenstein (25 dicembre 1812 - 27 luglio 1873), figlia del principe Giovanni Maurizio del Liechtenstein e di sua moglie, la principessa Leopoldina von Esterházy de Galanta. La coppia ebbe i seguenti figli:
- Adolfo Giuseppe (1832-1914), sposò la principessa Ida del Liechtenstein (1839-1921)
- Maria Leopoldina (1833-1909), sposò Arnošt di Waldstein
- Walter Prospero (22 aprile 1839 - 19 aprile 1841)

L'ultimo figlio morì giovanissimo a causa di un incidente: la sua tutrice scivolò fuori dalla carrozza con il bambino e quando cadde battendo la testa, per il piccolo non vi fu nulla da fare. Il principe venne sepolto in un'isola nel parco vicino al castello di Červený Dvůr, e più tardi la sua salma venne trasferita nella tomba di famiglia. Il bambino pare ad ogni modo che fosse frutto di un'unione extraconiugale.

## Albero genealogico
|                                                                     |                                                    |                                                    | Genitori                                                     |  |  | Nonni |  |  | Bisnonni                                                  |  |  | Trisnonni                                                             |  |
|                                                                     |                                                    |                                                    |                                                              |  |  |       |  |  | Giuseppe I di Schwarzenberg, IV principe di Schwarzenberg |  |  | Adamo Francesco Carlo di Schwarzenberg, III principe di Schwarzenberg |  |
|                                                                     |                                                    |                                                    |                                                              |  |  |       |  |  | Giuseppe I di Schwarzenberg, IV principe di Schwarzenberg |  |  | Adamo Francesco Carlo di Schwarzenberg, III principe di Schwarzenberg |  |
|                                                                     |                                                    | Eleonore von Lobkowicz                             |                                                              |  |  |       |  |  | Giuseppe I di Schwarzenberg, IV principe di Schwarzenberg |  |  |                                                                       |  |
| Giovanni I Nepomuceno di Schwarzenberg, V principe di Schwarzenberg |                                                    |                                                    |                                                              |  |  |       |  |  | Giuseppe I di Schwarzenberg, IV principe di Schwarzenberg |  |  |                                                                       |  |
|                                                                     |                                                    | Maria Teresa del Liechtenstein                     | Giuseppe Giovanni Adamo del Liechtenstein                    |  |  |       |  |  |                                                           |  |  |                                                                       |  |
|                                                                     |                                                    | Maria Teresa del Liechtenstein                     | Giuseppe Giovanni Adamo del Liechtenstein                    |  |  |       |  |  |                                                           |  |  |                                                                       |  |
|                                                                     |                                                    | Maria Teresa del Liechtenstein                     | Maria Anna Caterina di Oettingen-Spielberg                   |  |  |       |  |  |                                                           |  |  |                                                                       |  |
| Giuseppe II di Schwarzenberg, VI principe di Schwarzenberg          |                                                    | Maria Teresa del Liechtenstein                     |                                                              |  |  |       |  |  |                                                           |  |  |                                                                       |  |
|                                                                     |                                                    | Filippo Carlo di Öttingen-Wallerstein              | Antonio Carlo di Öttingen-Wallerstein                        |  |  |       |  |  |                                                           |  |  |                                                                       |  |
|                                                                     |                                                    | Filippo Carlo di Öttingen-Wallerstein              | Antonio Carlo di Öttingen-Wallerstein                        |  |  |       |  |  |                                                           |  |  |                                                                       |  |
|                                                                     |                                                    | Filippo Carlo di Öttingen-Wallerstein              | Maria Agnes Magdalena Fugger von Glott                       |  |  |       |  |  |                                                           |  |  |                                                                       |  |
| Marie Eleonora di Öttingen-Wallerstein                              |                                                    | Filippo Carlo di Öttingen-Wallerstein              |                                                              |  |  |       |  |  |                                                           |  |  |                                                                       |  |
|                                                                     |                                                    | Carlotta Giuliana di Öttingen-Baldern              | Kraft Antonio Guglielmo di Öttingen-Baldern                  |  |  |       |  |  |                                                           |  |  |                                                                       |  |
|                                                                     |                                                    | Carlotta Giuliana di Öttingen-Baldern              | Kraft Antonio Guglielmo di Öttingen-Baldern                  |  |  |       |  |  |                                                           |  |  |                                                                       |  |
|                                                                     |                                                    | Carlotta Giuliana di Öttingen-Baldern              | Maria Eleonora di Schönborn-Buchheim                         |  |  |       |  |  |                                                           |  |  |                                                                       |  |
| Giovanni Adolfo II di Schwarzenberg, VII principe di Schwarzenberg  |                                                    | Carlotta Giuliana di Öttingen-Baldern              |                                                              |  |  |       |  |  |                                                           |  |  |                                                                       |  |
|                                                                     | Carlo Maria Raimondo d'Arenberg, V duca d'Arenberg | Leopoldo Filippo d'Arenberg, IV duca d'Arenberg    |                                                              |  |  |       |  |  |                                                           |  |  |                                                                       |  |
|                                                                     | Carlo Maria Raimondo d'Arenberg, V duca d'Arenberg | Leopoldo Filippo d'Arenberg, IV duca d'Arenberg    |                                                              |  |  |       |  |  |                                                           |  |  |                                                                       |  |
|                                                                     | Carlo Maria Raimondo d'Arenberg, V duca d'Arenberg | Luisa Margherita von der Mark und Schleiden        |                                                              |  |  |       |  |  |                                                           |  |  |                                                                       |  |
| Luigi Engelberto d'Arenberg, VI duca d'Arenberg                     | Carlo Maria Raimondo d'Arenberg, V duca d'Arenberg |                                                    |                                                              |  |  |       |  |  |                                                           |  |  |                                                                       |  |
|                                                                     |                                                    | Maria Francesca Pignatelli                         | Niccolò Pignatelli, IV duca di Bisaccia                      |  |  |       |  |  |                                                           |  |  |                                                                       |  |
|                                                                     |                                                    | Maria Francesca Pignatelli                         | Niccolò Pignatelli, IV duca di Bisaccia                      |  |  |       |  |  |                                                           |  |  |                                                                       |  |
|                                                                     |                                                    | Maria Francesca Pignatelli                         | Marie Claire Angélique d'Egmont                              |  |  |       |  |  |                                                           |  |  |                                                                       |  |
| Paolina Carlotta d'Arenberg                                         |                                                    | Maria Francesca Pignatelli                         |                                                              |  |  |       |  |  |                                                           |  |  |                                                                       |  |
|                                                                     |                                                    | Louis Léon Félicité de Brancas, VI duca di Villars | Louis de Brancas, V duca de Villars                          |  |  |       |  |  |                                                           |  |  |                                                                       |  |
|                                                                     |                                                    | Louis Léon Félicité de Brancas, VI duca di Villars | Louis de Brancas, V duca de Villars                          |  |  |       |  |  |                                                           |  |  |                                                                       |  |
|                                                                     |                                                    | Louis Léon Félicité de Brancas, VI duca di Villars | Adélaide Geneviève d'O, marchesa di Franconville             |  |  |       |  |  |                                                           |  |  |                                                                       |  |
| Pauline Louise Antoinette de Brancas                                |                                                    | Louis Léon Félicité de Brancas, VI duca di Villars |                                                              |  |  |       |  |  |                                                           |  |  |                                                                       |  |
|                                                                     |                                                    | Elisabeth Pauline de Gand-Vilain                   | Alexandre Maximilien de Gand-Vilain, II principe d'Isenghien |  |  |       |  |  |                                                           |  |  |                                                                       |  |
|                                                                     |                                                    | Elisabeth Pauline de Gand-Vilain                   | Alexandre Maximilien de Gand-Vilain, II principe d'Isenghien |  |  |       |  |  |                                                           |  |  |                                                                       |  |
|                                                                     |                                                    | Elisabeth Pauline de Gand-Vilain                   | Elisabeth Pauline Marguerite Françoise de La Rochefoucauld   |  |  |       |  |  |                                                           |  |  |                                                                       |  |
|                                                                     |                                                    | Elisabeth Pauline de Gand-Vilain                   |                                                              |  |  |       |  |  |                                                           |  |  |                                                                       |  |